# Simon Tüting
Simon Tüting (* 7. September 1986 in Bramsche) ist ein ehemaliger deutscher Fußballspieler.

## Karriere
Der offensive Mittelfeldspieler Tüting begann beim SC Achmer mit dem Fußballspielen und wechselte zur Saison 2005/06 zum VfL Osnabrück, wo er in der Saison 2006/07 in 32 Spielen 20 Tore für die zweite Mannschaft Osnabrücks in der Oberliga Nord erzielte und sich so für die erste Mannschaft empfahl, in der er in der gleichen Saison acht Einsätze in der Regionalliga Nord absolvierte.
Tüting wechselte daraufhin zum F.C. Hansa Rostock, wo er in der Saison 2007/08 dem Bundesligakader des Aufsteigers angehörte, zunächst aber für Einsätze in der zweiten Mannschaft vorgesehen war, mit welcher er in seiner ersten Saison aus der Oberliga Nordost in die Regionalliga aufstieg. Nachdem Rostocks erste Mannschaft in der gleichen Saison schon am 33. Spieltag als Absteiger in die 2. Bundesliga feststand, debütierte Tüting am letzten Saison-Spieltag am 17. Mai 2008 auch in der Bundesliga, als er im Spiel gegen den VfL Bochum in der 62. Minute eingewechselt wurde. Zu weiteren Einsätzen in der ersten Mannschaft kam Tüting jedoch erst, als der Rostocker Trainer Frank Pagelsdorf in der Hinrunde der Spielzeit 2008/09 durch Dieter Eilts ersetzt wurde, welcher Tüting mehrfach in der 2. Bundesliga einsetzte. Sein zum Sommer 2009 auslaufender Vertrag wurde daraufhin nicht mehr verlängert, weshalb sich Tüting dem 1. FC Magdeburg anschloss, bei dem der Linksfuß einen Ein-Jahres-Vertrag erhielt. In Magdeburg wurde er Stammspieler und erzielte in 32 von 34 möglichen Partien zwei Treffer. Sein Vertrag wurde aber nicht verlängert.
Nach einem erfolgreichen Probetraining unterzeichnete Simon Tüting am 12. Januar 2011 beim Chemnitzer FC einen Vertrag bis zum 30. Juni 2011, der nach dem Aufstieg des CFC in die 3. Liga um ein weiteres Jahr verlängert wurde. Zur Saison 2012/13 wechselte Tüting zum Zweitligaaufsteiger SV Sandhausen, und schoss für die Sandhausener das erste Zweitligator der Vereinsgeschichte. Im Januar 2015 kehrte er zum VfL Osnabrück zurück. In Osnabrück unterschrieb der 28-Jährige einen Vertrag bis Mitte 2017. Nach der Genesung von einer komplizierten Sprunggelenksverletzung im September 2015 kam Tüting nur noch selten beim VfL zum Einsatz. Im Januar 2017 löste er seinen Vertrag in Osnabrück auf und wechselte in die Regionalliga Südwest zum SV Waldhof Mannheim. Zur Saison 2018/2019 wurde sein Vertrag in Mannheim nicht verlängert.
Nach seiner Mannheimer Zeit beendete Simon Tüting 2018 seine aktive Laufbahn im höherklassigen Fußball. Er widmet sich seiner beruflichen Zukunft und schloss sich dem in der Verbandsliga spielenden FV Fortuna Heddesheim an.